# Hemiptelea
Hemiptelea je monotipski biljni rod iz poodice brjestovki, čiji je jedini predstavnik do 15 metara visoko listopadno stablo Hemiptelea davidii. Domovina mu je poluotok Koreja i Kina
Vrsta je jednodomna ili hermafrodit s muškim i ženskim organima.
Drvo je tvrdo i koristi se za izradu alatki. Mladi listovi su jestivi i miješaju se s noklicama od riže, navodi se i ljekovitost (diuretik).
- H. davidii
- H. davidii
- H. davidii
- H. davidii